# ヴァルディデントロ
ヴァルディデントロ（伊: Valdidentro）は、イタリア共和国ロンバルディア州ソンドリオ県にある、人口約4,200人の基礎自治体（コムーネ）。

## 名称
標準イタリア語以外では以下の名称を持つ。
- ロンバルド語リヴィーニョ方言 (it) : Val de Dint

## 地理

### 位置・広がり
ソンドリオ県北東部に位置するコムーネである。中心集落はイゾラッチャ (Isolaccia) で、ボルミオから西北西へ6km、リヴィーニョから東南東へ13km、県都ソンドリオから北東へ48kmの距離にある。コムーネ面積は約 244km2 で、県内で最も広い面積を持つコムーネである。領域の北側と南西部はスイスとの国境線となっている。

#### 隣接コムーネ
隣接するコムーネは以下の通り。CH-GRはスイス・グラウビュンデン州所属を示す。
- ヴァル・ミュスタイア (CH-GR) - 北
- ボルミオ - 東
- ヴァルディソット - 南東
- グロージオ - 南
- ポスキアーヴォ (CH-GR) - 南西
- リヴィーニョ - 西
- ツェルネッツ (CH-GR) - 北西

自動車の通行可能な道路で結ばれているのは、西のリヴィーニョ、東のボルミオのみである。

### 地勢・地形
- 河川：アッダ川、ヴィオラ・ボルミナ川
- 湖沼：カンカーノ湖（人造湖）
- 山：チーマ・ピアッツィ山 (it:Cima Piazzi) （3439m）　他

村の南部に源を発するヴィオラ・ボルミナ川 (Viola Bormina）は、村域を北東に流れ、村の主要な谷筋であるヴァル・ヴィオラ (Val Viola) を形作っている。イゾラッチャ (Isolaccia) をはじめとするヴァルディデントロの主要集落はこの谷筋に位置する。ヴィオラ・ボルミナ川は村域東部のプレマディオ集落でアッダ川と合流する。
ヴァルディデントロの町域北部はヴァッレ・ディ・フラエーレ (Valle di Fraele、別名: ヴァッレ・ディ・カンカーノ Valle di Cancano) とも呼ばれ、アッダ川の源流域である。アッダ川は、アルピセッラ峠 (Passo di Alpisella、リヴィーニョとの間に位置する2285mの鞍部) の東麓、ヴァル・アルピセッラ (Val Alpisella) に源を発し、町域北部を南東に流れる。ヴァッレ・ディ・フラエーレには、アッダ川を堰き止めてつくられた人造湖カンカーノ湖 (Laghi di Cancano) がある。「カンカーノ湖」は、カンカーノ・ダムによって作られたサン・ジャコモ湖 (it:Lago di San Giacomo) と、その下流に後から作られた第二カンカーノ・ダムによって作られた第二カンカーノ湖 (it:Lago di Cancano II) という、2つのダム湖が連なったものである。

### 地震分類
イタリアの地震リスク階級 (it) では、3 に分類される
。

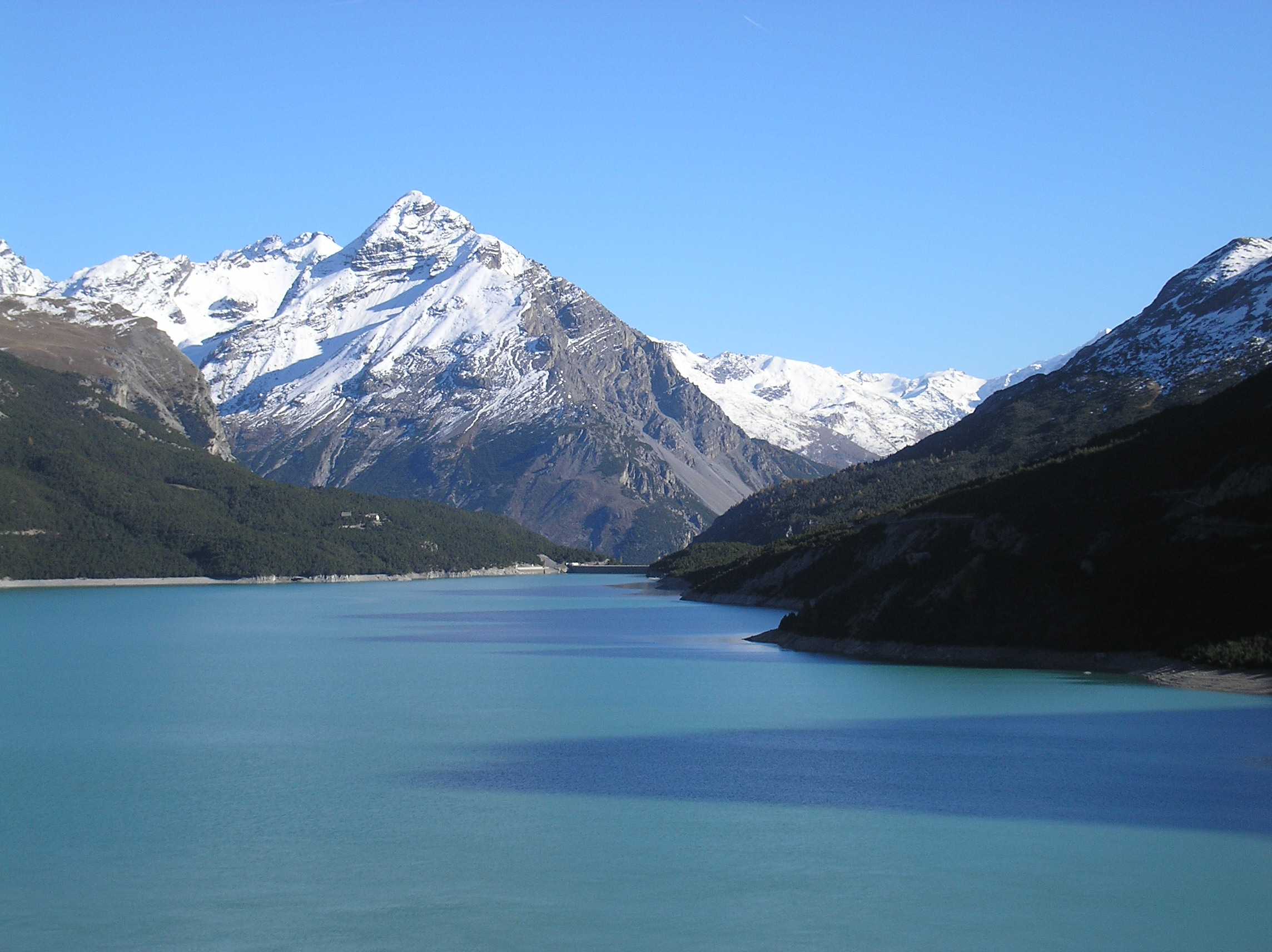
カンカーノ湖
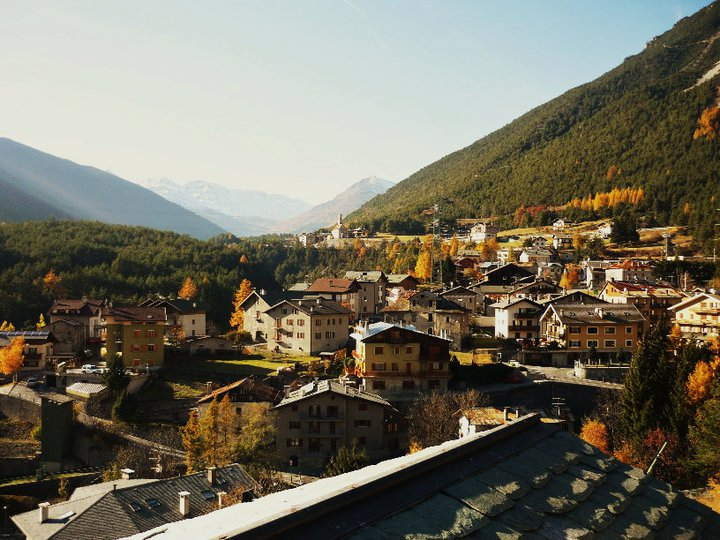
プレマディオ集落
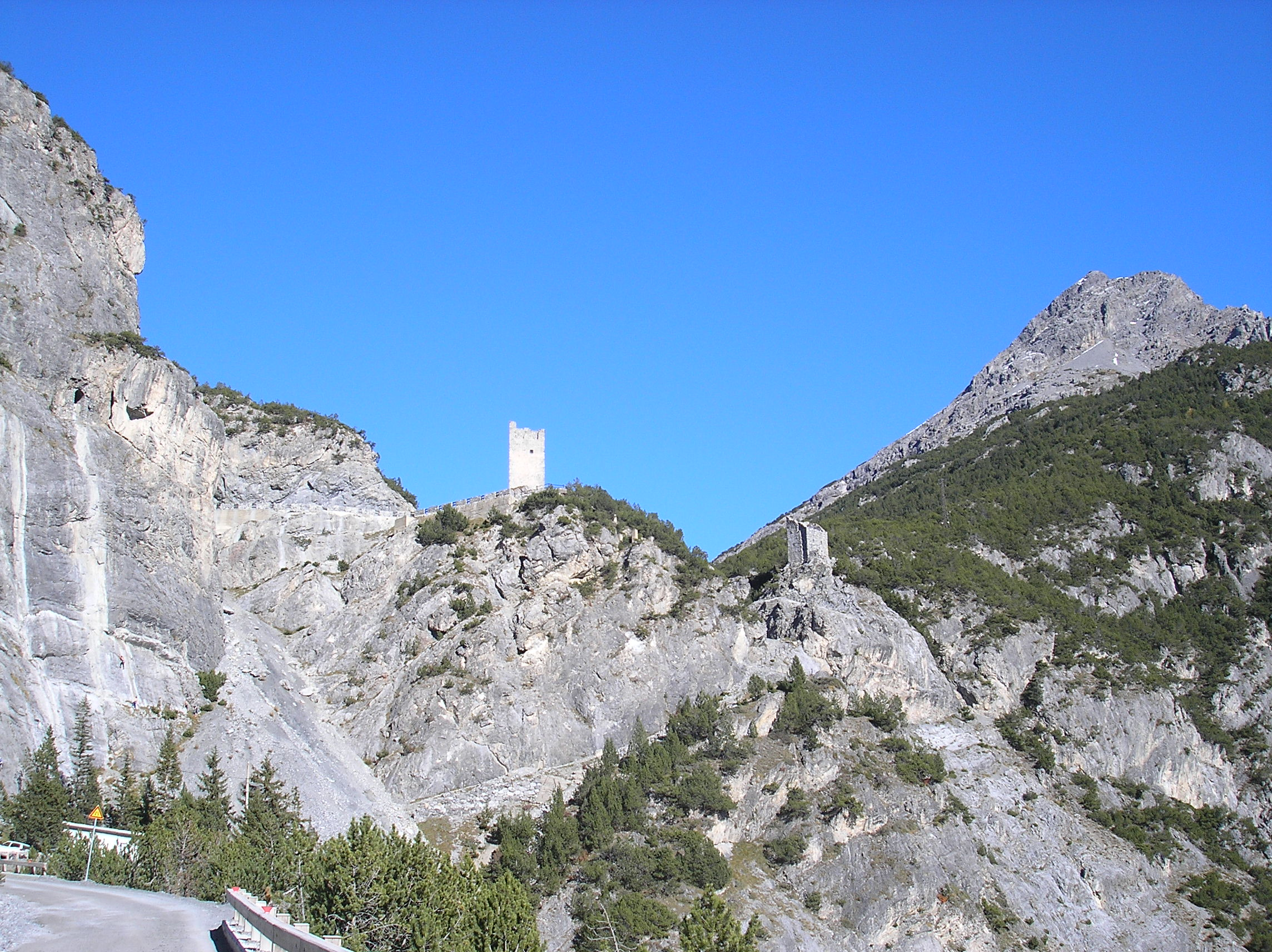
ヴァル・ヴィオラからヴァッレ・ディ・フラエーレに越える地点に立つフラエーレの塔 (Torri di Fraele)
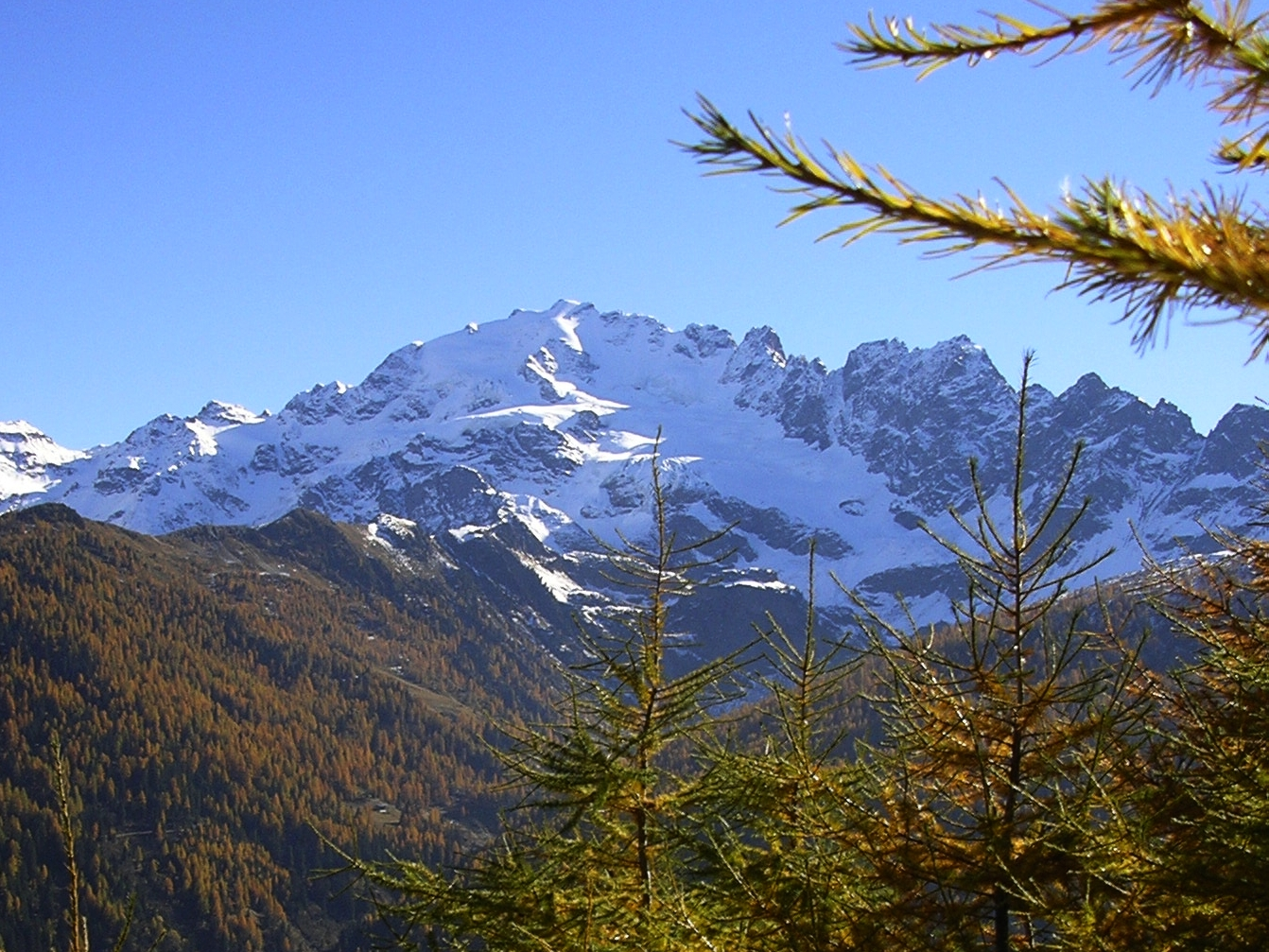
チーマ・ピアッツィ山  (it:Cima Piazzi)

## 行政

### 分離集落
以下の分離集落（フラツィオーネ）がある。
- Isolaccia (sede comunale), Pedenosso, Premadio, Semogo

### 山岳部共同体
広域行政組織である山岳部共同体「アルタ・ヴァルテッリーナ山岳部共同体」 (it:Comunità montana Alta Valtellina) （事務所所在地: ボルミオ）を構成するコムーネの一つである。

## 交通

### 道路
国道
- SS301 (it:Strada statale 301 del Foscagno) 
〔リヴィーニョ - フォスカーニョ峠〕 - アルノガ - イゾラッチャ - プレマディオ - 〔ボルミオ〕